# Austropeucedanum
- Commons
- Wikispecies

Austropeucedanum é um género botânico pertencente à família Apiaceae.